# Tautvydas Eliošius
Tautvydas Eliošius (ur. 3 listopada 1991 w Ukmergė) – litewski piłkarz grający na pozycji środkowego pomocnika.

## Kariera
Od 1 marca 2014 do 1 października 2015 był zawodnikiem Kruoja Pokroje. 15 listopada 2014 zadebiutował w seniorskiej reprezentacji Litwy w meczu przeciwko Szwajcarii. 1 października 2015 zmienił klub na Žalgiris Wilno. W sezonach 2015 i 2016 wraz z Žalgirisem zdobył mistrzostwo Litwy w piłce nożnej. Od 1 lipca 2016 do 31 grudnia 2016 przebywał na wypożyczeniu w FK Jonava. 2 miesiące później, 7 lutego 2017 przeniósł się do klubu z Janowa na zasadzie transferu definitywnego. 1 stycznia 2019 został zawodnikiem FK Panevėžys.